# Stenus laetulus
Stenus laetulus är en skalbaggsart som beskrevs av Thomas Casey. Stenus laetulus ingår i släktet Stenus och familjen kortvingar. Inga underarter finns listade i Catalogue of Life.